# ورنر آرنولد (دوچرخه‌سوار)
ورنر آرنولد (انگلیسی: Werner Arnold; ۱۴ ژوئن ۱۹۳۰ – ۱ فوریهٔ ۲۰۰۵) دوچرخه‌سوار اهل سوئیس بود.